# Conus fuscatus dautzenbergi
Conus fuscatus dautzenbergi is een ondersoort van de zeeslakkensoort Conus fuscatus, uit het geslacht Conus. De slak behoort tot de familie Conidae. Conus fuscatus dautzenbergi werd in 1942 beschreven door Fenaux. Net zoals alle soorten binnen het geslacht Conus zijn deze slakken roofzuchtig en giftig. Zij bezitten een harpoenachtige structuur waarmee ze hun prooi kunnen steken en verlammen.